# Wilhelm Walther (teolog)
Wilhelm Walther, född den 7 januari 1846 i Cuxhaven, död den 24 april 1924 i Rostock, var en tysk teolog.
Walther var pastor i sin hemstad 1870-95 och blev 1895 professor i kyrkohistoria vid Rostocks universitet. Han gjorde sig särskilt känd som framstående Lutherforskare och försvarare av Luther mot romersk-katolska angrepp. Till sin teologiska ståndpunkt var han strängt luthersk-ortodox. Han uppträdde bland annat mot Harnacks Das Wesen des Christentums i en rad skrifter 1901-05 och hade som en av ledarna för Allgemeine evangelisch-lutherische Konferenz förbindelser med Sverige. 
Bland hans många arbeten kan nämnas Luther im neuesten römischen Gericht (1884-92), Die deutsche Bibelübersetzung des Mittelalters (1889-92), Das Erbe der Reformation im Kampfe der Gegenwart (1903-04), Für Luther wider Rom (1906), Heinrich VIII von England und Luther (1908), Luthers Charakter (1916, många upplagor och översättningar), Luthers deutsche Bibel (1917).